# Charles-Martial Allemand-Lavigerie
Charles-Martial Allemand-Lavigerie, francoski rimskokatoliški duhovnik, škof in kardinal, * 31. oktober 1825, Bayonne, † 26. november 1892, Alžir.

## Življenjepis
2. junija 1849 je prejel duhovniško posvečenje.
5. marca 1863 je bil imenovan za škofa Nancyja, 16. marca je bil potrjen in 22. marca 1863 je prejel škofovsko posvečenje.
12. januarja 1867 je bil imenovan za nadškofa Alžira; 27. marca istega leta je bil potrjen.
27. marca 1882 je bil povzdignjen v kardinala in imenovan za kardinal-duhovnika S. Agnese fuori le mura.
10. novembra 1884 je bil imenovan za nadškofa tunizijske Kartagine.